# Elmore James
Elmore James, właśc. Elmore Brooks (ur. 27 stycznia 1918 w Richland, zm. 24 maja 1963 w Chicago) – amerykański muzyk bluesowy, innowacyjny gitarzysta i kompozytor. Autor wielu standardów gatunku. Znany jako "król gitary slide".
Zainspirowany Robertem Johnsonem, Charleyem Pattonem, Bukką White'em i Sonem House'em rozpoczął profesjonalne nagrywanie w 1951. Granie zaczynał jednak dużo wcześniej, występując razem z Sonnym Boyem Williamsonem II, Howlin’ Wolfem czy Muddym Watersem. Jego najlepiej znane utwory ("Done Somebody Wrong", "Dust My Broom" i "One Way Out") były wielokrotnie nagrywane przez innych artystów, od Erica Claptona do The Allman Brothers Band.
W 1980 został wprowadzony do Blues Hall of Fame.
W 1992 Elmore James został wprowadzony do Rock and Roll Hall of Fame.